# Albert Geser
Albert Geser (* 7. September 1868 in Gossau; † 31. März 1935 in Rebstein; heimatberechtigt in Waldkirch) war ein Schweizer Politiker (katholisch-konservativ).

## Leben
Geser besuchte die Primar- und Sekundarschule in Gossau, bevor er an das Gymnasium in Einsiedeln und Feldkirch ging. Im Jahr 1888 begann er ein Studium der Philosophie in Innsbruck, absolvierte von 1888 bis 1891 eines der Rechtswissenschaften in Freiburg, Lille, Genf und Zürich und promovierte 1897. Von 1891 bis 1905 war er als Gerichtsschreiber und Konkursbeamter im Bezirk Gossau und ab 1902 als Anwalt tätig. 1903 heiratete er Josy Geser-Rohner. Danach war als juristischer Mitarbeiter und ab 1926 als Leiter des Strickereiunternehmens J. Rohner AG in Rebstein beschäftigt. Geser war Gründer und bis 1920 Präsident des Rheintaler Industrievereins.
In Altstätten und Rebstein war Geser in verschiedenen Gemeindeämter. Von 1909 bis 1924 war er St. Galler Grossrat; 1933 rückte er für die Schweizer Konservative Volkspartei in den Nationalrat nach, dem er bis zu seinem Tod beiwohnte.